# Galium corymbosum
Galium corymbosum là một loài thực vật có hoa trong họ Thiến thảo. Loài này được Ruiz & Pav. mô tả khoa học đầu tiên năm 1798.